# Ягола, Анатолий Григорьевич
Анато́лий Григо́рьевич Ягола (20 ноября 1945, Москва ― 28 февраля 2025) ― советский и российский математик, доктор физико-математических наук, профессор (1987), заслуженный работник высшей школы Российской Федерации (2023), заслуженный профессор МГУ (2009). Лауреат премии Ленинского комсомола (1974) и премии им. М. В. Ломоносова I степени (1988). Награждён Почётным знаком «250 лет МГУ» (2005).

## Биография
Родился 20 ноября 1945 года в Москве. Отец, Григорий Калистратович Ягола работал доцентом Московского энергетического института, мать ― Ягола (Лукашенко) Юлия Григорьевна, была студенткой этого института. В 1962 году окончил 17-ю среднюю школу города Харькова и поступил на первый курс физического факультета Харьковского государственного университета. В 1963 году переехал с родителями в посёлок Менделеево Московской области и перевёлся на второй курс физического факультета Московского государственного университета, который окончил в 1968 году. В 1971 году защитил кандидатскую диссертацию на тему «Методы решения интегральных уравнений Фредгольма 1-го рода типа свертки и их применение для решения задач радиоастрономии и физики» и начал работать на кафедре математики физического факультета Московского государственного университета. Начиная с 3-го курса научной работой Яголы руководил академик А. Н. Тихонов.
В 1982 году защитил докторскую диссертацию на тему «Некорректно поставленные задачи в рефлексивных пространствах». В 1985 году присвоено учёное звание профессор.
С 1985 года ― профессор кафедры математики физического факультета МГУ.
В 1988 году награжден Ломоносовской премией в составе авторского коллектива за цикл из двух монографий «Некорректные задачи астрофизики».
Область научных интересов: обратные и некорректно поставленные задачи математической физики.
Подготовил 6 кандидатов наук, автор более 240 печатных работ, в том числе 12 монографий.
В МГУ читал курсы: «Интегральные уравнения. Вариационное исчисление», «Экстремальные задачи», «Некорректно поставленные задачи».
Был членом редакционной коллегии Журнала вычислительной математики и математической физики.

## Награды
- Премия Ленинского комсомола (1974)
- Премия имени М. В. Ломоносова МГУ (1988)
- Почётный знак «250 лет МГУ» (2005)
- Заслуженный профессор МГУ (2009).
- Медаль ордена «За заслуги перед Отечеством» II степени (2017)
- Заслуженный работник высшей школы Российской Федерации (2023) — за заслуги в научно-педагогической деятельности, подготовке квалифицированных специалистов и многолетнюю добросовестную работу[1]
- почётный работник высшего профессионального образования Российской Федерации

## Членство в организациях
- 1992 ― заместитель Председателя Научно-методического совета по математике Минобразования РФ
- 1992―2000 ― член Учёного Совета физического факультета МГУ
- 1995 ― член Американского математического общества
- 2001 ― Председатель Совета Ассоциации участников программ Российско-Американских академических, культурных и образовательных обменов «Профессионалы за сотрудничество».

## Основные труды
- «Некорректные задачи астрофизики» (соавт., 1985)
- «Восстановление изображений в электронно-микроскопической авторадиографии поверхности» (соавт., 1991)
- «Нелинейные некорректные задачи» (соавт., 1995)
- «Computational Methods for Applied Inverse Problems» (соавт., 2012)
- «Обратные задачи и методы их решения. Приложения к геофизике» (соавт., 2013).